# پسر بد (ترانه حادیثه)
«پسر بد» تک‌آهنگی از حادیثه است که در سال ۲۰۰۶ میلادی منتشر شد.